# Bolko V de Hussiet
Bolko V de Hussiet (circa 1400 - Oberglogau, 29 mei 1460) was van 1422 tot 1424 medehertog van Opole en van 1450 tot 1460 hertog van Falkenberg en Strehlitz. Hij behoorde tot de Silezische tak van het huis Piasten.

## Levensloop
Bolko V was de oudste zoon van hertog Bolko IV van Opole en diens echtgenote Margaretha, die mogelijk een lid van het Huis Gorizia was. Op jonge leeftijd werd hij naar de Karelsuniversiteit van Praag gezonden, waar hij leerde over de sociale en religieuze visies van Johannes Hus. Rond 1417 keerde hij terug naar Opper-Silezië.
In 1418 huwde Bolko met Elisabeth (overleden na 1452), dochter van de Poolse edelman Wincenty Granowski. De moeder van Elisabeth was Elisabeth van Pilitza, die na het overlijden van haar echtgenoot was hertrouwd met koning Wladislaus II Jagiello van Polen. Het huwelijk met de stiefdochter van de Poolse koning bracht de hertogen van Opole de enorme welvaart van de Pilitza-familie en zorgde ervoor dat de hertogen van Opole een alliantie sloten met het Poolse koninklijk hof. In 1422 werd hij naast zijn vader Bolko IV aangesteld tot medehertog van Opole, wat hij bleef tot in 1424. Vervolgens werd hij in 1424 zelfstandig heerser over de districten Oberglogau en Prudnik. 
In 1428 werd Silezië binnengevallen door Hussitische troepen. Aanvankelijk besliste Bolko om hen te bevechten, maar kort daarna besliste hij om hen toe te laten in Oberglogau om zijn hertogdom van de verwoesting te redden. Hij deed het echter vooral om zichzelf via de secularisatie van de lokale kerken te verrijken. Bolko V besloot de Hussieten te steunen en stuurde een leger naar hen. Hij werkte niet alleen materieel, maar ook ideologisch met hen samen. Een van de doelen van Bolko's politiek was een geleidelijke germanisering van Silezië en de nationale leer van Jan Hus daarin toe te passen. Later in 1428 seculariseerde Bolko V alle kerkgoederen in zijn hertogdom.
Toen de Hussieten in 1429 op andere fronten vochten, veroverde Bolko voor zichzelf het naburige hertogdom Neisse, dat behoorde tot het bisdom Breslau. In 1430 dwong Bolko samen met zijn bondgenoten de Poolse troepen om zich terug te trekken tot Jasna Góra, dat de nieuwe grens tussen Polen en Silezië werd. Ook probeerde hij enige landerijen te veroveren van de hertogen van Brieg: de districten Namslau en Kreuzburg. De volgende jaren werd Bolko V de heerser van het grootste deel van Opper-Silezië en van delen van Neder-Silezië. Bij zijn veroveringen kon Bolko op rekenen op de steun van zijn vader Bolko IV en zijn oom Bernard. Er kwam echter een kentering toen hij op 13 mei 1433 werd verslagen in de Slag bij Trebnitz. Desondanks kon Bolko V de kerkgoederen die hij had geseculariseerd tot aan zijn dood in bezit houden, waardoor hij in 1443 werd geëxcommuniceerd.
Van 1444 tot 1452 voerde Bolko V een oorlog tegen de bisschop van Krakau, Zbigniew Oleśnicki, over de aankoop van het hertogdom Siewierz. Deze oorlog leidde tot grote verwoestingen in de Silezisch-Poolse grensstreek en keizer Frederik III vreesde zelfs een complete ineenstorting van de Silezische staten. In 1452 werd het dispuut tijdens de bijeenkomst van de Poolse Sjem in Piotrków opgelost. 
In 1450 besloot zijn kinderloze oom Bernard om Bolko het grootste deel van zijn bezittingen te schenken, waaronder de hertogdommen Falkenberg en Strehlitz. Nadat Bernard in 1455 was gestorven, erfde Bolko V eveneens het district Rosenberg.
In 1451 liet Bolko V zich na 33 jaar huwelijk scheiden van zijn echtgenote Elisabeth Granowska. Uit het huwelijk werd een zoon Wenceslaus (1433-1453) geboren, wiens dood een zware klap betekende voor Bolko. Op 27 juni 1451 hertrouwde hij met Hedwig, de dochter van de Poolse edelman Hendrik Biesa. Dit huwelijk bleef kinderloos.
In mei 1460 stierf Bolko V de Hussiet, waarna hij werd bijgezet in de Franciscanenkerk van Oberglogau. Omdat hij zonder mannelijke nakomelingen stierf, werden zijn bezittingen geërfd door zijn jongere broer, hertog Nicolaas I van Opole.